# Assos
Assos (em grego: Άσσος; romaniz.: Assos) foi uma antiga cidade localizada na Mísia sobre a qual está edificada a atual cidade de Behramkale, situada no distrito de Ayvacik, província de Çanakkale na Turquia (a sul da Península de Biga, mais conhecida pelo antigo nome Trôade).

## História
Segundo Helânico de Lesbos, foi fundada por colonos de Lesbos no século VII a. C.. No século seguinte passou a ser dominada pelos lídios e depois pelos persas. Em 530 a. C. foi construído o templo a Atena. A cidade conheceu o seu apogeu no século IV a. C., governada primeiro por Eubulo e depois por Hérmias de Atarneu, que atraiu filósofos à cidade.
Em 348 a. C., depois de deixar a academia platónica de Atenas, Aristóteles (acompanhado de Xenócrates) foi para Assos, onde foi recebido pelo rei Hérmias e abriu uma academia na cidade. Foi também aqui que casou com Pitias, sobrinha do rei. Na Academia de Assos, Aristóteles tornou-se chefe de um grupo de filósofos que fizeram observações inovadoras nos campos da zoologia e biologia.
Quando os persas atacaram Assos, o rei Hérmias foi preso e condenado à morte. Aristóteles teve que fugir para a Macedónia, governada por Filipe II e tornou-se tutor de Alexandre, o Grande. Os persas foram expulsos por Alexandre e depois a cidade caiu nas mãos dos selêucidas, antes de ser integrada no reino de Pérgamo. Fez parte da República Romana em 133 a. C.

## Contexto bíblico
A cidade de Assos é mencionada na Bíblia somente no capítulo 20 de Atos dos Apóstolos.

## Galeria

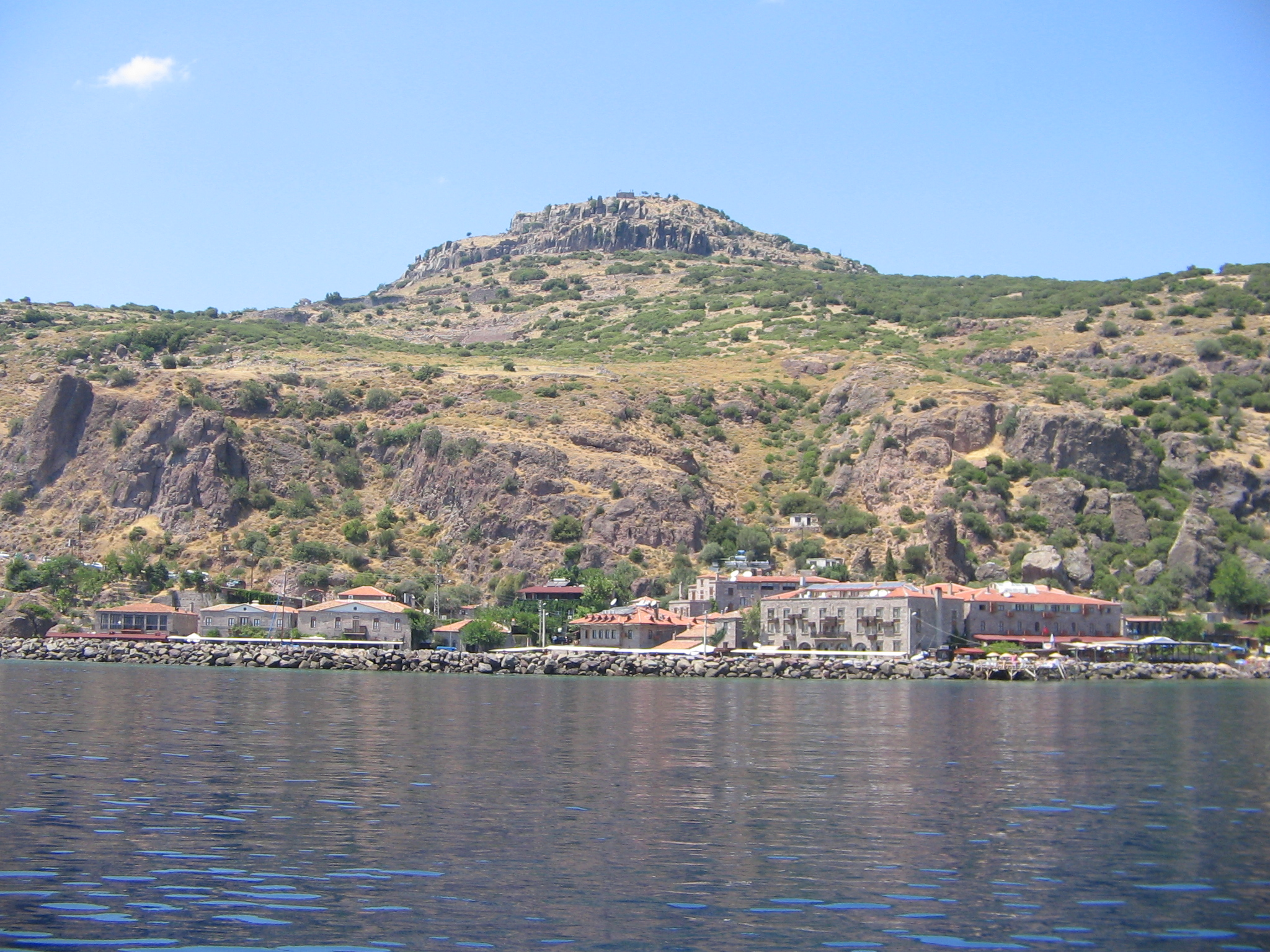
Vista de Assos
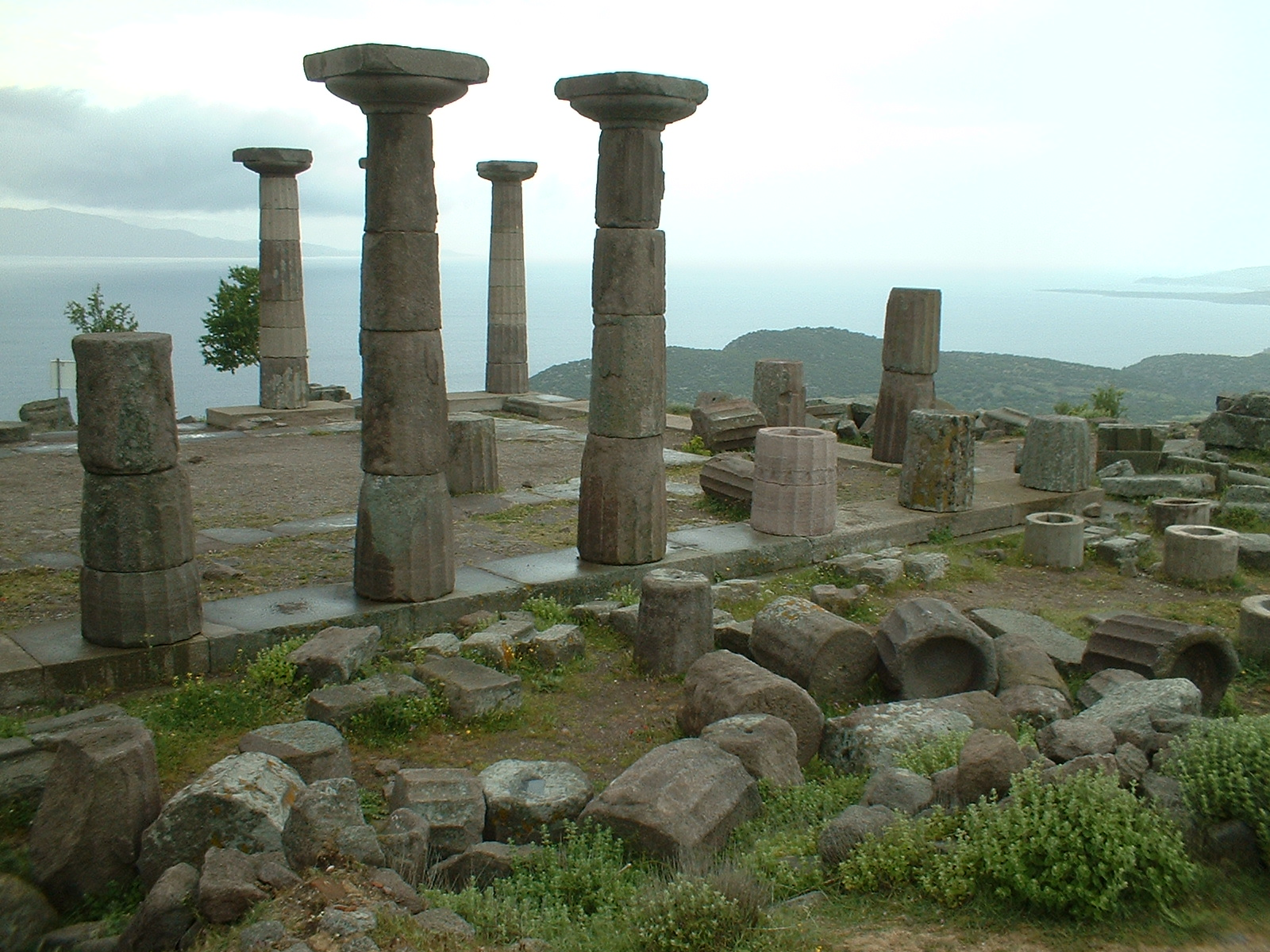
Ruínas do Templo de Atena